# جولييت آدم
جولييت آدم (بالفرنسية: Juliette Adam)‏، وكانت تُعرف أيضًا قبل زواجها الثاني باسم جولييت لامبير (بالفرنسية: Juliette Lambert)‏ ـ (4 أكتوبر 1836 ـ 23 أغسطس 1936) هي مؤلفة ونسوية فرنسية.

## مولدها ونشأتها
ولدت جولييت لامبير في 4 أكتوبر 1836 في فيربيري بإقليم واز بالشمال الفرنسي، وعاشت طفولة تعيسة بسبب الخلافات بين والديها.

## زواجها
تزوجت جولييت للمرة الأولى وهي في السادسة عشرة من عمرها من طبيب يدعى لاميسين سنة 1852، ولما توفي سنة 1867 تزوجت جولييت سنة 1870 من إدمون آدم (1816 ـ 1877)، الذي كان مديرًا للشرطة، وعُين لاحقًا عضوًا بمجلس الشيوخ مدى الحياة.

## دورها الثقافي
كان لها صالون ثقافي كان يحضره ليون غامبيتا وغيره من الزعماء الجمهوريين الذين ناهضوا المحافظين في سبعينيات القرن التاسع عشر، كما أسست مجلة «نوفيل ريفو» (بالفرنسية: Nouvelle Revue)‏ سنة 1879، ورأست تحريرها ثمان سنوات، كما ظلت مؤثرة في إدارتها حتى سنة 1899. نشرت أعمال بول بورجيه وبيير لوتي وغي دو موباسان، إلى جانب رواية «الجمجمة» (بالفرنسية: Le Calvaire)‏ لأوكتاف ميربو
كتبت جولييت آدم مقالات عن السياسة الدولية، وهاجمت بسمارك بضراوة، كما ساندت بحماس سياسة الثأر (بالفرنسية: Revanchisme)‏، التي صعدت عقب الحرب الفرنسية البروسية، وساندت الزعيم الوطني المصري مصطفى كامل في نضاله ضد الاحتلال الإنجليزي.

## من مؤلفاتها
- الوثنية (بالفرنسية: Païenne): أبرز رواياتها، صدرت سنة 1883.
- أسلحتي الأدبية والسياسية الأولى (بالفرنسية: Mes premières armes littéraires et politiques): ذكريات، صدرت سنة 1904.
- مشاعري وأفكارنا قبل سنة 1870 (بالفرنسية: Mes sentiments et nos idées avant 1870): صدر سنة 1905.
- إنجلترا في مصر (بالفرنسية: L'Angleterre en Egypte): صدر سنة 1922.

## وفاتها
توفيت جولييت آدم سنة 1936، في ضيعة ببلدة جيف-سير-إيفيت (بالفرنسية: Gif-sur-Yvette)‏ بإقليم إيسون كانت قد اشترتها سنة 1882، واستقرت بها منذ سنة 1904 وحتى وفاتها.